# Inna
Elena Alexandra "Inna" Apostoleanu (Mangalia, 16 de outubro de 1986), é uma cantora, compositora, filantropa e modelo da Romênia. Ela é famosa por ser uma das maiores estrelas da Eurodance nos últimos anos. Elena teve a grande maioria de suas músicas feitas pela banda Play & Win, trio de produtores romenos, originalmente composto por Marcel Botezan, Radu Bolfea e Sebastian Barac. Eles foram as mentes criadoras por trás dos maiores hits da carreira de INNA. A partir de 2015, somente Marco & Seba (Marcel Botezan e Sebastian Barac), sem Radu Bolfea, continuaram produzindo as músicas da romena.
Em fevereiro de 2012, INNA se tornou a primeira cantora europeia que ultrapassou a marca de 1 bilhão de visualizações, não somente em videoclipes, mas a soma de todos os seus vídeos musicais licenciados no YouTube. Porém, a quantidade de espectadores em vídeos oficiais da romena continuou, extraordinariamente, crescendo. Em outubro de 2015, INNA já tinha mais de um bilhão, duzentos e noventa milhões de visualizações no YouTube, em vídeos de singles oficiais, espalhados por canais de gravadoras e editoras licenciadas; mesmo sem contabilizar quaisquer performances gravadas, remixes e "não-singles". Além disso, em fevereiro de 2016, seu canal independente chegou a 1 bilhão de visualizações e, atualmente, possui mais de 4 milhões de inscritos. Portanto, a marca de visualizações da cantora em vídeos musicais oficiais, na maior plataforma de vídeos do mundo, é bem superior ao bilhão.
O seu álbum de estreia, Hot (2009), foi bem sucedido, internacionalmente, aparecendo em paradas musicais de todo o mundo e atingindo top dez na França, República Checa e Reino Unido. A  música de mesmo nome do álbum, Hot, foi número 1 na parada semanal Hot Dance Air Play, da Billboard, em Janeiro de 2010. Ela permaneceu vinte semanas consecutivas entre faixas mais populares, sendo quinze delas no top 10 do mesmo ranqueamento, também conhecido como Dance/Mix Show Airplay. O single ganhou certificado de ouro na Itália (FIMI), Ouro na Dinamarca (IFPI), Platina na Espanha (PROMUSICAE), Platina no Reino Unido (BPI), 2 vezes Platina na Suécia (IFPI), e 3 vezes Platina na Noruega (IFPI). O segundo álbum de INNA, I Am The Club Rocker (2011), foi outra produção do trio Play & Win. Essa coletânea ganhou certificado de ouro na Polônia (ZPAV) e Romênia (UFPR). I Am The Club Rocker trouxe, Sun Is Up, um dos hits mais bem sucedidos da romena na Ásia e Europa. O sexto single de Elena teve grande proporção em países como França, Itália, Suíça, Bulgária, Bélgica, Hungria, Holanda, Líbano, Polônia, Romênia, Rússia e Reino Unido. Party Never Ends, seu terceiro álbum de estúdio,  foi lançado em março de 2013, sendo mais bem sucedido no México, onde chegou à décima posição do Top100MX (AMPROFON). Ela possui, ao menos, 4 álbuns de estúdio, 1 extended play digital e dezenas de variações especiais. Dentre eles, Hot (2009); I Am The Club Rocker (2011); Party Never Ends (2013); Summer Days EP (2014); Body And The Sun (2015) e INNA (2015).
INNA tem canções em romeno, inglês, português, espanhol, russo, árabe e francês. Os singles Hot, Amazing, Déjà Vu, Sun Is Up, Club Rocker, Love, Crazy Sexy Wild, Cola Song, INNdIA, Endless e More Than Friends estiveram no top 100 de paradas musicais da Europa, América do Norte ou Ásia. Sua trajetória lhe rendeu diversas premiações como MTV Romania Music Awards, 2009, que a intitulou Best Borderbreaker (melhor rompedora de fronteiras); EBBA Awards, 2011, que reconhece o sucesso de dez artistas emergentes que alcançaram grandes públicos — internacionalmente — no álbum de estreia); E ainda, foi vencedora de 3 edições do Best Romanian Act (melhor ato romeno) na premiação internacional MTV Europe Music Awards.

## Infância e primeiras atividades musicais (1986 - 2007)
Elena Alexandra Apostoleanu nasceu em 16 de outubro de 1986, no resort Neptun, Romênia, perto de Mangalia, no Mar Negro. Seu amor pela música começou através de sua família, que sempre a apoiou. Quando criança, seu avô a apelidou de "Inna" e desde então decidiu que seria esse o seu apelido, o nome é "fácil de lembrar e muito melodioso" dizia ele. Em sua adolescência, escutou uma grande variedade de gêneros musicais, seu estilo favorito é o electro-dance.
A cantora lembra que ela podia falar e cantar em diferentes vozes, várias músicas, tendo uma afinação incrível. Com oito anos, Inna começou a frequentar recitais de música. Posteriormente, Inna tentou alguns pequenos projetos musicais que não tiveram o sucesso esperado.
Sua infância se passou em sua cidade natal, tendo estudado na escola secundária de Neptun, Mangalia. Sua avó e mãe eram cantoras ocasionais em festas locais e casas noturnas. Quando ela era adolescente, Inna ouviu uma grande variedade de gêneros musicais. Embora seu estilo favorito fosse electro house, ela também costumava ouvir Beyoncé, Celine Dion e Whitney Houston, com quem muitos encontram semelhanças. “Ela foi para “Mangalia Econômica Lyceum - Mangalia Economia College”. Depois de terminar o colegial, ela estudou e se formou em Ciências Políticas na Universidade Ovidius em Constanta.
Ela conseguiu um emprego como assistente de vendas em uma loja em chinelos em Neptun. No final de 2007, o produtor Marcel Botezan ouviu Inna cantando no mercado, e ofereceu-lhe um contrato com a gravadora Roton. No final de 2007, Inna assinou um contrato com os produtores romenos do Play & Win e ela começou a gravar suas primeiras faixas. Em 2008, Inna adotou o nome artístico "Alessandra" e disponibilizou duas músicas produzidas por Play & Win em uma seleção para representar a Romênia no Festival Eurovisão da Canção, mas nenhuma ("Goodbye" e "Sorry") foi selecionada. "Goodbye" foi apresentada ao vivo no programa de TV do horário nobre “Teo”!" em março de 2008 e "Sorry" se tornou um hit viral dentro de alguns
meses na Romênia. Após a tentativa frustrada, o trio e Alessandra escolheram se deslocar de um estilo de balada pop para o estilo electro-dance. No verão de 2008, os quatro gravaram algumas novas faixas, incluindo uma demo para "Hot" e "Left Right". Com a aquisição do sucesso e a publicação de um artigo no site Uups.ro, Inna foi acusada de tentar esconder o seu passado, a versão dos repórteres era que a sua infância era totalmente diferente do real. No entanto, estas alegações foram negadas pelo cantora, amigos e pela família, sendo assim somente boatos.
No final de 2006, Inna procura um lugar no mundo da música, o encontro com o Play & Win foi parte de um projeto conjunto do trio e de Inna . Com o apoio do grupo de produtores, Inna começou a gravar seu álbum de estreia. Entre as
primeiras músicas gravadas estão canções como "Goodbye" e "Oare".

## Carreira

### 2008-2011: Início de carreira e era Hot
Em 2008, Inna estreou a carreira de cantora com o álbum Hot, produzido pela Play & Win. O principal single do álbum, o homônimo "Hot", fez grande sucesso na Romênia, Portugal, Brasil, Moldávia, Bulgária, Líbano, Malta, Polônia, Espanha, Turquia, Rússia, Hungria, Venezuela, Argentina, Colômbia, Holanda, Chile, Reino Unido, Estados Unidos e Grécia. Após vários meses de trabalho em equipe com Play & Win, o single de estreia de  Inna foi lançado em 12
de agosto de 2008, no programa de Rádio Request Estação 629 Vibe FM14, a música começou a ser promovida pelo selo da gravadora romena Roton Records. Pouco tempo depois Inna liberou o vídeoclipe do single no site Radio21.ro em novembro do mesmo
ano.
No final de 2008, as listas de sucessos
romenos confirmou o êxito da música "Hot", que ficou em primeiro lugar no Top 40 da Nielsen Airplay Chart. Enquanto isso, "Hot" ficou em quinto lugar no ranking da Romanian Top 100 batendo algumas cantoras como Rihanna, Morandi e Blaxy Girls.
Como não estava contente com a primeira
versão do vídeo, Inna decidiu através de um acordo com a  Roton, gravar uma nova versão de "Hot". Em uma entrevista com o site Agenda.ro, Inna, disse que "depois de lançar o vídeo, os comentários não foram condizentes com o
sucesso do single, então eu decidi voltar a gravar o vídeo."  A nova versão foi lançada 19 de dezembro de 2008 e logo em seguida começou a se espalhar nas principais emissoras de televisão europeias.
Em novembro de 2007, Inna organizou uma seleção para escolher dançarinos para acompanhá-la durante sua turnê de promoção do álbum. Enquanto na internet, Inna apresentava novas
canções como "Left Right" e uma canção
de Natal em romeno "O,ce veste Minunata!" (Em português Oh, que grande notícia!). A intérprete mangaliana preparou dois shows que foram muito aguardados pelo público e foram realizados em casas noturnas.
No início de 2009, a canção "Hot" estava no topo das paradas de rádio em países como a Polônia, Rússia, Turquia, Hungria e Bulgária. No mesmo período,as músicas "Fever" e "On and On", ambos produzidos pela Play & Win, foram divulgados no site da cantora.
O segundo single do álbum Inna foi lançado em 2
de fevereiro de 2009, mas por motivos não revelados, sua promoção foi adiada várias vezes. A canção intitulada "Love", foi lançado em 6 de fevereiro de 2009 no programa de rádio Muzica Ta da estação Radio21. Três meses depois, no início de maio de 2009, junto com a música o vídeo foi ao ar pela primeira vez no site Radio21.ro. A canção obteve muito sucesso na Romênia, entrando no topo dos gráficos da Vibe FM. O single
permaneceu na mesma posição no ranking publicado pela Rádio ZU, e no ranking romeno
Top 100 ficou em quarto lugar. Na primavera de 2009, enquanto Inna realizava vários
concertos na Romênia, publicou em
seu site o remix do hit "Love" e também uma nova canção intitulada "Don’t Let The Music Die".
Em abril de 2008, Inna foi indicada para melhor cantora e na categoria de Melhor Canção
Internacional para "Hot"
na cerimônia do Eska Awards. Posteriormente, Inna subiu ao palco do Eska Festival e cantou a música "Hot". Entre os cantores que participaram do evento estiveram Anastacia, Lady Gaga, Rihanna e Sugababes. Em 2009 no Romania MTV Music Awards, realizada em Craiova, Inna ganhou os prêmios de melhor dança, melhor nova banda, melhor show e melhor border breaker (em português, "rompedor de fronteiras") fazendo dela a cantora de maior sucesso da Romênia. Os dois primeiros singles de seu primeiro álbum, "Hot" e "Love", receberam 50 milhões de exibições no YouTube em menos de um ano; "Hot" sozinho recebeu 35 milhões de visualizações em um ano, fazendo dela uma das cantoras mais vistas da Romênia na internet. Inna assinou um contrato com uma gravadora americana promoveu seu single "Hot" nos Estados Unidos, Canadá e Reino Unido. Em dezembro de 2009, "Hot" alcançou #1 na Billboard's Hot Dance Airplay Chart, tornando-se a primeira música #1 da cantora nos Estados Unidos.
O vídeo de "Amazing" foi gravado na Praia Grande, em Sintra, e na praia de Carcavelos, ambas em Portugal. Foi por isso que obteve grande audiência por parte do povo português. Na primeira semana, após o lançamento de "Amazing", Portugal teve, aproximadamente, 7 milhões de downloads do single. "10 Minutes" foi o seu próximo single, dos EUA. Caracterizada por estilo electro-pop, foi fator de grande procura, onde atingiu os tops mundiais, na Rússia, Europa, e América, ocupando os 3 melhores lugares, sendo mais um enorme sucesso da cantora.

### 2011: I Am The Club Rocker
Em julho de 2010, Inna publicou "Sun is Up", como primeiro single de seu segundo álbum I Am the Club Rocker. Também promoveu seu
último álbum Hot em Espanha, o lançamento do single "One Time", com o DJ espanhol Juan Magan. Ela cantou a versão "Hot" 2010 na 40 Los Principales da Espanha. Depois de diversas apresentações e do grande sucesso de "Sun is Up" na Europa, a cantora liberou o segundo single do álbum "Club Rocker " com um sucesso muito grande em diversos países europeus, em sua primeira semana entrou na parada oficial de singles da Romênia na posição #31, na semana seguinte ficou em terceiro lugar, e simultaneamente alcançou
o número #1 na Holanda e Turquia, enquanto o vídeo da música foi lançado em 26 de junho daquele ano no seu canal oficial no
Youtube, InnaRomania. Em 19 de setembro de 2011 lançou I Am The Club Rocker na Europa, enquanto no continente americano foi lançado em 11 de outubro. Inna lançou a quarta parte de "The Collection Remix (Parte IV)", com novos singles como "Endless”, "One Time", e a música "Ai Se Eu Te Pego" estão incluídos na coleção Remix (Parte V), que saiu no Verão de 2012. Inna cantou a canção "Cry Me a River", composta por Justin Timberlake e Timbaland, sendo incluída no álbum como como cover.
Inna também cantou no "Live @ The Show", a canção "Mai Frumoasa" escrita e gravada pela grande artista romena "Laura Stoica," e cantando a famosa canção "La Bamba", anteriormente cantada por artistas como Julio Iglesias, Josef Laufer & Trini Lopez entre outros.
Inna escolhe como quinto single a canção Wow ", que foi lançado com o vídeo no final de fevereiro. Durante o Dia da Unificação
da Romênia, em uma entrevista com Cătălin Maruta, Inna afirmou que iria percorrer os EUA  no primeiro semestre de 2012 e, em seguida, iria lançar-se em sua próxima turnê  chamada "I Am Club Rocker Tour" que começou em janeiro de 2012, em Belgrado, Sérvia. Em 9 de Janeiro de 2012, Inna lançou um remix da canção "Ai se eu te pego!", uma versão do artista brasileiro Michel Teló.

### 2013: Party Never Ends

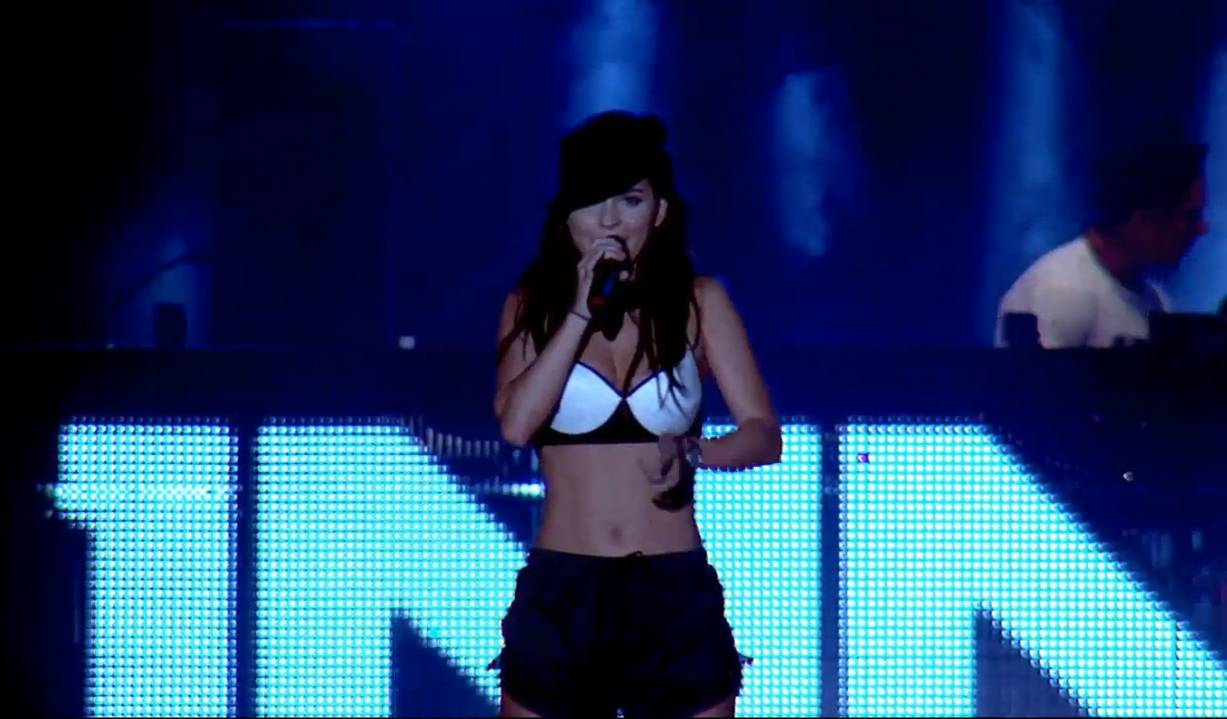
Inna em concerto em 2013

A música "Caliente"  foi escolhida como o primeiro single do novo
álbum de Inna, foi composta pela própria e produzida junto com Play & Win. No primeiro semestre de 2012 a cantora divulgou diversas previas de vídeos e áudios de suas novas músicas em
sua conta do YouTube, intituladas "OK", "Alright" "Tu Si Eu", "Crazy
Sexy Wild", "INNdia" e "J'Adore" que serviu como
músicas promocionais para o álbum. Desde o lançamento de  "Hot", a canção estreou no Top 100 na
Romênia, no número noventa e três, tornando-se a décima segunda entrada de Inna na
tabela romena desde que ele começou sua
carreira em 2008. A canção romena "Tu Si Eu "(em
português " Tu e eu ") tornou-se
rapidamente um sucesso nas rádios
em seu país natal, estreando no
Top 100 na Romênia, sem vídeo na
posição #25.
O título do novo álbum, Party
Never Ends , foi lançado pela própria  Inna através de sua
conta no Twitter, que também confirmou quatro novas canções: "World
of Love", "In Your Eyes", com porto-riquenho Yandel ,"Dame
Tu Amor "com o grupo mexicano Reik e " More Than
Friends" com o porto-riquenho Daddy Yankee, todos os singles lançados anteriormente foram
incluídos no álbum. No dia 18 janeiro
de 2013, Inna lançou duas versões
do single, "More Than Friends
" em seu canal no YouTube.
A primeira versão apareceu Daddy Yankee cantando em diversas partes do clipe, na segunda versão ele
não estava presente, nem
sua voz. O local para o vídeo da música de Inna
em "More Than Friends" era um resort. Em março de 2013, Inna foi
cantora convidada no single "P.O.H.U. I" no projeto musical do grupo
moldávio Carla's Dreams.  A
canção se tornou um enorme sucesso nas rádios e se tornou um de seus singles de
maior sucesso na Romênia. "Be
My Lover", que contém uma amostra da canção com o mesmo nome originalmente
realizada por La Bouche em 1995, foi o segundo single internacional do álbum
Party Never Ends. Seu
videoclipe foi lançado em 11 de julho de 2013. Embora descrito como um dos
destaques do álbum, "Be My Lover" não apareceu em nenhum chart
internacional, mas foi um enorme sucesso nos clubes e casas noturnas da Bélgica
e Polônia. Simultaneamente
"Dame tu Amor", com vocais da banda de pop mexicana Reik, foi lançado
para o mercado mexicano. O
produtor  Steve Mac ficou responsável
pela produção e divulgação do single "In Your Eyes"  que foi lançado como o terceiro single
internacional. Seu
vídeo oficial estreou em 16 de outubro de 2013, com uma participação surpresa do
cantor porto-riquenho de reggaeton e rapper Yandel. Inna também foi cantora
convidada na faixa "All The Things", do rapper  Pitbull, música esta contida no seu EP "Meltdown". Durante uma entrevista para a gravadora Warner, no Japão, em março, Inna
revelou que já tinha começado a
gravar músicas para seu quarto
álbum em Los Angeles, Califórnia, e seu
novo trabalho está programado para
um lançamento no início de 2014

### 2014: Summer Days
O anúncio de lançamento do suposto Extended Play chamado "Summer Days", ocorreu em 7 de Agosto de 2014, quando INNA postou nas suas redes sociais a capa que seria destinada à coletânea. A proposta coleção  — última produção completa do trio Play & Win de Marcel Botezan e Sebastian Barac com Radu Bolfea que seguiria carreira solo — foi repleta de ações promocionais, direcionadas aos fãs da cantora, INNA, que foram presenteados com 2.000 pôsteres autografados. Eles tiveram que manter atenção constante às postagens no Facebook oficial da cantora, esperando que um hotsite promocional fosse disponibilizado. As ações ocorreram aleatoriamente em 20 de agosto, 27 de agosto, 10 de setembro e 24 de setembro em 2014. Foram criados quatro hotsites limitados à 500 cadastros para cada uma das quatro datas. Os primeiros 500 fãs, que assinavam, garantiam o recebimento do pôster autografado correspondente à capa de um single promocional do pressuposto Summer Days.   
A primeira música Take Me Higher teve a sua versão oficial lançada no YouTube em 25 de agosto e pôde ser comprada a partir de 16 de setembro. A segunda música Low, teve sua versão oficial lançada em 1 setembro e pôde ser adquirida a partir de 4 de setembro. A terceira música Devil's Paradise, pôde ser comprada a partir de 7 de setembro, antes do sair no YouTube em 8 de setembro. A música Body And The Sun teve sua versão oficial tanto para compra quanto para o YouTube liberada no dia 22 de setembro. A música Tell Me, foi lançada em 15 de setembro no canal "Inna', e disponibilizada para compra em 24 de setembro. Por fim Summer Days, lançada em 29 de Setembro no YouTube e disponível para compra em 30 de setembro. Portanto, a ordem cronológica de lançamentos semanais no YouTube foi Take Me Higher (25/08), Low (01/09), Devil's Paradise (08/09), Tell Me (15/09), Body And The Sun (22/09) e Summer Days (29/09). E a ordem cronológica de disponibilidade nas lojas digitais foi Low (04/09), Devil's Paradise (07/09), Take Me Higher (16/09/), Body And The Sun (22/09), Tell Me (24/09), e Summer Days (30/09).

### 2015: INNA e Body And The Sun
Após "Party Never Ends", INNA planejou o lançamento do seu quarto álbum de estúdio, antecedido pelo "Body And The Sun" e EP "Summer Days". O suposto nome do álbum, LatINNA, foi erroneamente disseminado durante meses. A confusão deste nome ocorreu porque no final de 2013 a música "Piñata 2014" foi lançada, onde INNA diz a palavra "latina". Para além disso, em 1 de Abril de 2014 foi postado em seu canal oficial do Youtube o vídeo "artsy", denominado "#LatINNA". Porém no segundo semestre de 2015 o título foi descartado, pois INNA informou através de um vídeo que o álbum seria oficialmente chamado "INNA". A explicação para escolha de seu nome artístico como título do novo álbum foi relatada pela romena, que disse ter recebido uma ligação de seu empresário. Ele teria dito que seria a última semana para escolha de um nome, então ela respondeu prontamente "-INNA, pois eu quero e sinto isso agora mesmo..."
O álbum INNA era originalmente anunciado para estrear em Setembro de 2015, mas foi respectivamente adiado para 15 de outubro de 2015 e 27 de outubro de 2015. Contudo INNA foi disponibilizado, mundialmente, em 30 de outubro de 2015.

### 2017: Nirvana
INNA anunciou, em 23 de novembro de 2017, o lançamento do álbum de estúdio, nomeado Nirvana. O álbum produzido por Marco & Seba — trazendo composições de David Ciente, Thomas Troelsen, Breyan Isaac, Alex Cotoi e Vlad Lucan — tem a seguinte lista de músicas confirmadas: "Gimme Gimme" (2017); "Tu și Eu" (com Carla’s Dreams, 2017); "Ruleta" (com Erik Tchatchoua, 2017); "Nota de plată" (com The Motans, 2017) e "Nirvana" (28 de novembro de 2017).

### 2019: Yo
Em 2019 INNA lançou o álbum “YO”, escrito inteiramente pelo artista e produzido por David Ciente, com ROC Nation, a gravadora de Jay-Z e inclui canções como “Iguana”, “Tu Manera”, “RA”, que fazem parte da trilha sonora de filmes como “Grand Hotel” da ABC, “Elite” no Netflix, comercial Apple Watch e em “Need For Speed Heat".  Ela descreveu o material de Yo como experimental e com influências ciganas, sendo então um trabalho bem diferentes dos anteriores.

### 2020: Retorno ao estilo House e Heartbreaker
O ano de 2020 marca o retorno da cantora ao cenário dance/house com o lançamento do single "Not My Baby" e da música Sober. No decorrer do ano o mundo sofre com a pandemia de coronavírus e nesse ínterim ela anuncia o novo projeto "Dance Queen's House" que consiste em seu confinamento em uma casa com alguns de seus amigos que são alguns dos maiores compositores, produtores e colegas artistas da Romênia, enquanto eles escrevem, gravam e produzem músicas inéditas em 20 dias ela lança vlogs diários sobre o tempo que passou na casa, durante o projeto é anunciado o lançamento do álbum "Heartbreaker" para 20 Novembro de 2020.

### 2021: "Flashbacks", mais parcerias de sucesso e "Dance Queen's House 2"
O primeiro semestre de 2021 marca o sucesso comercial da canção "Flashbacks" alcançando a primeira posição na Rússia e boas posições nos charts de outros países do leste europeu. Logo após a consolidação desse sucesso, uma grande parceria surpreende o cenário eletrônico no mundo; Inna, o duo Sofi Tukker e DJ brasileiro Alok lançam o hit "It Don't Matter" parte integrante do projeto Mint Singles do Spotify, a canção atingiu o número 27 na tabela Billboard 's US Dance / Electronic Songs com 509.000 execuções na primeira semana e serviu como a terceira entrada de Alok, a oitava de Sofi Tukker e a primeira entrada de Inna na Billboard desde que seu single de 2010 "Sun Is Up" alcançou o quarto lugar no ranking Dance/Mix Show Airplay. As parcerias com artistas de renome internacional seguem fortes no ano e são lançadas "Summer’s Not Ready" com Flo Rida e "Up" com Sean Paul.
O segundo semestre de 2021 marca a segunda temporada do projeto Dance Queen's House e a cantora usa o mesmo processo de criação e documentação de Heartbreaker para seu próximo álbum de estúdio denominado "Champagne Problens".

## Turnês
A primeira apresentação de INNA no Brasil havia sido confirmada, em 10 de agosto de 2016, para o dia 22 de abril de 2017. Os fãs brasileiros frequentemente pediam um concerto da romena em terras brasileiras e no final de 2015 iniciaram a campanha "#INNAnoBrasil" através do fã clube, o que facilitou a idealização da futura turnê. No entanto, a menos de uma semana para o evento, a empresa organizadora divulgou uma nota oficial de cancelamento "por motivos de atraso nos vistos de trabalho", indicando uma possível falha de organização da produtora, Luzbet Productions, tendo cerca de 8 meses — desde o anúncio — para agilizar a documentação de regularização que demora em média 30 dias.

## Imagem Pública
Embora tenha sido considerada como "a melhor exportação musical da Romênia", Inna é sempre muito discreta, pois prefere não expor muito a sua vida pessoal, mesmo assim aparece em público e em diversos programas de televisão. Com o sucesso, Inna  foi criticada pela imprensa especializada em moda e respondeu às acusações: "Todo mundo na vida faz algumas coisas melhor do que outras, eu posso cantar melhor do que vestir, mas agora eu posso dizer que tenho uma ótima estilista.". A estilista Latan Alina criou uma coleção de roupas, sendo Inna sua fonte de inspiração.
Em setembro de 2009, Inna fez uma sessão de fotos para a edição checa da revista FHM. Um ano mais tarde, um site romeno publicou uma série de fotografias da sessão em que a cantora mostrou os seios durante as filmagens na Romênia pelo fotógrafo Edward Aninaru. Além disso, houve muita polêmica na Romênia porque um site americano misturou algumas dessas fotos com outras da atriz pornô romena Black Angelika totalmente nua, na qual a confundiram com Inna. Não é a primeira vez que a relacionam com Black Angelika por causa de sua semelhança física.
Um dos fatores que aproximam Inna dos seus fãs, é a sua enorme simpatia, respeito e carinho por eles. Inna se encontra na 27° posição no ranking de artistas femininas mais curtidas do Facebook, com mais de 13 milhões de likes, fazendo dela uma das cantoras europeias mais conhecidas no mundo.

## Influências
Músicos como Jessie J, Katy Perry, Whitney Houston, Mariah Carey, Madonna, David Guetta, Kylie Minogue, Kelly Rowland, Rihanna, Beyoncé, Shakira, e Thalía são exemplos de inspiração de Inna em sua carreira. Em sua adolescência, formou uma banda de rock-pop mais logo,mais depois de alguns anos terminou com a banda pois não alcançou muito sucesso. Suas primeiras gravações foram baladas e pop soft/rock. Depois de conhecer os produtores do Play & Win, seu estilo musical mudou radicalmente. O estilo House se tornou frequente em suas gravações. Em entrevista à Adevǎrul, a cantora afirmou que "Hot é uma de música up-beat, com batidas animadas, é muito comercial".
Inna já se apresentou diversas vezes ao vivo e divulgou seus singles em países como a Polônia, Bélgica, França e Espanha. Em 1 de dezembro, durante o Dia Nacional da Romênia, Inna fez uma performance ao vivo de canções tradicionais romenas e o hino militar "Treceţi Batalioane Carpatii Romane" O segundo álbum de Inna, I Am The Club Rocker contém mais músicas do que o seu albúm anterior Hot . Canções como "Put Your Hands Up" ou "Endless" são os melhores exemplos. O álbum também contém a música tropical "One Time", que é uma música de estilo R&B. Em 1 de dezembro de 2011, Inna realizou um cover da música "Mai Frumoasa", originalmente interpretada por Laura Stoica, um clássico do pop romeno.
Em uma entrevista com um DJ da Fun Radio (França). Em uma entrevista com Cătălin Maruta, do programa de Tv Pro Happy Hour, disse que os seus ícones romenos são Andra e a falecida cantora Madalina Manole. Durante uma entrevista para a revista News of the World, Inna citou Swedish House Mafia, The Black Eyed Peas e a cantora Jessie J como suas inspirações recentes da época.

## Estilos Musicais
Na adolescência, Inna cantava em uma banda de pop-rock que não teve o sucesso esperado.Suas primeiras gravações foram baladas ou músicas lentas como "Goodbye", "Do" e "Sorry" que são algumas de suas primeiras músicas. Mais tarde, depois que a cantora se reuniu com membros do Play & Win, seu estilo
musical mudou radicalmente. Em uma entrevista para o site Divercitycafe da Romênia, a cantora disse: "A canção (" Hot ") é de influência House music tentei adotar com Play & Win um estilo de mistura, sendo assim uma canção bem comercial. "
Em uma entrevista com o romeno Adevărul, o músico espanhol Frederico Albert disse:
"Musicalmente esta canção ("Hot") é apenas uma entre todos os discos que vieram ultimamente, ele tem ritmo, é uma música que você ouve em um clube ou em uma festa, mas não se ouve muito os instrumentos musicais. O computador tem a palavra neste novo mundo da música". Quando perguntada sobre ser uma defensora de cantar ao vivo, Inna disse que canta ao vivo, pois a deixa muito mais a vontade. Seus estilos músicas são principalmente a house music e electro.

## Ativismo e Filantropia

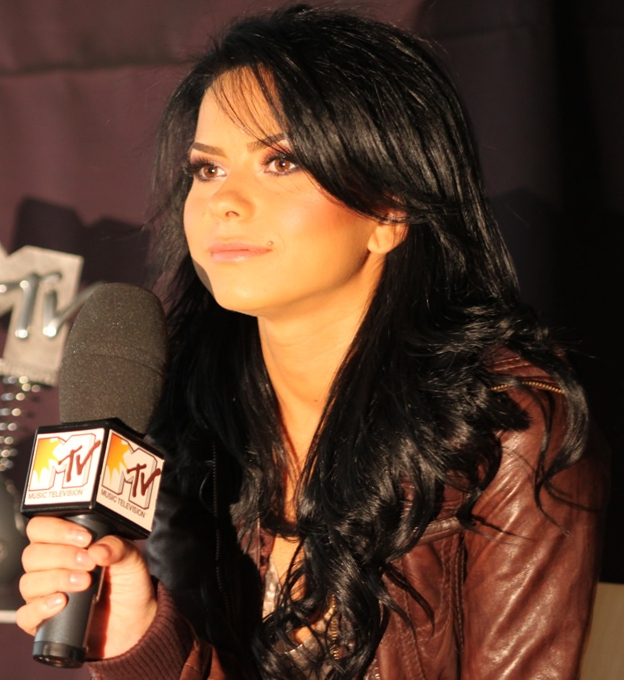
Inna, durante uma entrevista para a MTV Europe (em Setembro de 2009)

Inna é uma grande ativista pelos direitos das crianças na Romênia e para
ela tem sido proposto o título de
Embaixadora da Boa Vontade da UNICEF,
mas o pedido ainda está pendente. No
final de novembro 2011 Inna
uma petição para uma campanha pela antiviolência
doméstica, a fim de capacitar as mulheres para subir e levantar-se contra os abusos ou e agressões.
Inna também assinou uma petição que pede ao governo romeno para a melhoria de uma lei que faz com que
todos os autores de violência doméstica
devem ser punidos como bandidos oficiais.  A campanha "Bring The Sun
In My Life" (nomeada assim após o
lançamento do seu single Endless) reúne muitas estrelas femininas romenas com maquiagem parecidas com marcas de agressões de seus parceiros, uma forma visual de conscientizar
as pessoas contra a violência.

## Discografia

### Álbuns de estúdio
- Hot (2009)
- I Am the Club Rocker (2011)
- Party Never Ends (2013)
- INNA (2015)
- Nirvana (2017)
- Yo (2019)
- Heartbraker (2020)
- Champagne Problems (2022)
- Just Dance (2023)
- Everything or Nothing (2024)
- El Pasado (2024)

EPs
- Summer Days (2014)
- Summer Hits (2017)

### Turnês
- Inna Summer Tour (2011)
- I Am the Club Rocker Tour (2012)
- Party Never Ends Tour (2013)
- Inna Live (2015-17)
- Inna on Tour (2018-19)
- North American Tour 2024 (2024)
- Echoes Tour (2025)

### Singles
- "Hot" (2008) #1
- "Love" (2009) #3
- "Déjà Vu" (2009) #7
- "Amazing" (2009) #14
- "10 Minutes" (2010) #28
- "Sun Is Up" (2010) #2
- "Un Momento" (2011) #52
- "Club Rocker" (2011) #49
- "Endless" (2011) #87
- "WOW"  (2011) #104
- "Caliente" (2012) #5
- "More Than Friends" (2013) #8
- "In Your Eyes" (2013) #3
- "Lover" (2013) #61
- "Shining Star" (2013) #90
- "Be My Lover" (2013) #57
- "Cola Song" (2014) #2
- "Good Time" (2014) #26
- "Diggy Down" (2015) #3
- "Bop Bop feat. Eric Turner " (2015) #10
- "Yalla" (2015) #2
- ''Rendez Vous'' (2016) #5
- ''Bad Boys'' (2016) #12
- ''Heaven'' (2016) #7
- "Say It With Your Body" (2016)[94]
- "Cum Ar Fi?" (2016) [95]
- "Gimme Gimme" (2017)[89][96]
- "Show Me The Way" (2017)
- "Ruleta" (2017)[97]
- "Fade Away" de Sam Feldt e Lush & Simon (2017)[98]
- "Nota de Plată" de The Motans  (2017)[99]
- Nirvana (2017)[100]
- No Help (2018)
- Not my Baby (2020)
- "VKTM" feat. Sickotoy e TAG (2020)
- "Discoteka" feat Minelli (2020)
- "Read My Lips" feat. Farina (2020)
- "Flashbacks" (2021)
- "Cool Me Down" feat. Gromee (2021)
- "It Don't Matter" feat. Alok e Sofi Tukker (2021)
- "Maza"(solo ou versão francesa e americana com Black M e Thutmose, respectivamente) (2021)
- "Papa" feat Sickotoy e Elvana Gjata (2021)
- "Up" solo e feat Sean Paul (2021)